# Ngati Toa
Pour les articles homonymes, voir Rangatira (homonymie).

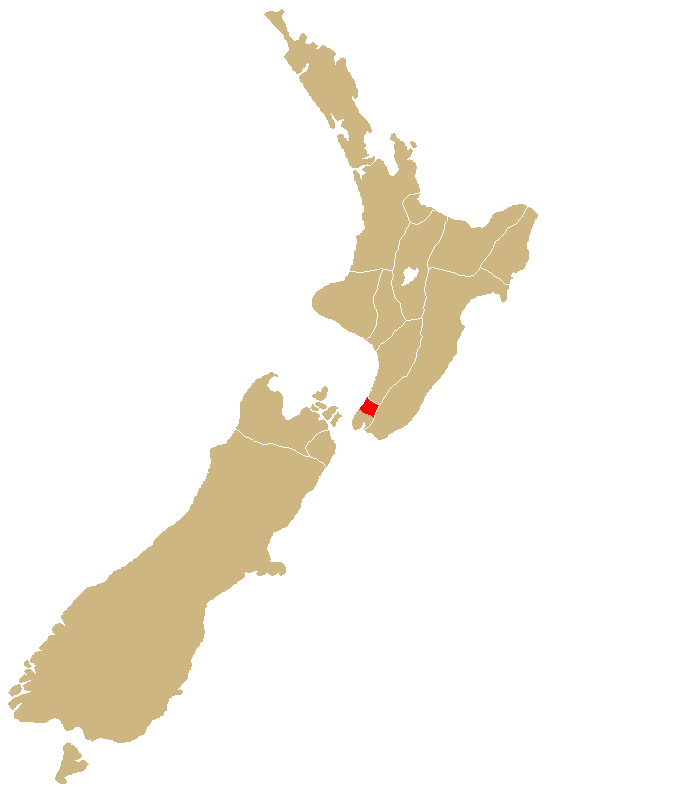
Les terres Ngati Toa (en rouge).

Ngati Toarangatira (ou Ngāti Toa Rangatira), dite Ngati Toa (ou Ngāti Toa), est une tribu (iwi) maorie de Nouvelle-Zélande dont les terres se trouvent dans le sud de l'île du Nord. 
Au recensement de 2013, elle comptait près de 4 500 membres, dont quelque 1 500 résidant à Wellington. Son principal marae se trouve à Porirua. 

## Histoire
Les Ngati Toa se définissent comme les descendants des colons polynésiens arrivés au XIIIe siècle sur la pirogue (waka) Tainui, commandé par Hoturoa. Leurs terres se trouvent initialement sur la baie de Kawhia (en), au centre de la côte ouest de l'île du Nord. D'après la légende, le chef Tupahau, un descendant de Hoturoa, vainc à la guerre son ennemi Tamure, mais lui laisse la vie sauve. La tribu s'appelle dès lors Ngati Toarangatira, la « tribu des chefs-guerriers chevaleresques ». Toarangatira est également le nom du petit-fils de Tupahau ; réputé grand guerrier, il devient chef de la tribu vers le début du XVIIe siècle.
La tribu demeure à Kawhia durant près de six cents ans, jusqu'au début des années 1820. Subissant alors les assauts des tribus du Waikato qui souhaitent s'emparer des terres fertiles de la baie de Kawhia, les Ngati Toa, vaincus, se replient vers Te Arawi dans le sud de la baie. Leurs ennemis les y assiègent. Plutôt que de les exterminer, un chef ennemi, des Ngati Maniapoto, leur accorde de pouvoir quitter la région. Emmenés par leur chef Te Rauparaha, les Ngati Toa migrent vers le sud, accompagnés des Ngati Rarua, Ngati Koata et Ngati Te Akamapuhia. Leur migration, sur des centaines de kilomètres, s'effectue par étapes, mais nombreux sont les membres de la tribu qui meurent d'épuisement en chemin. Ils doivent par ailleurs survivre à l'hostilité de certaines tribus dont ils traversent les terres. 

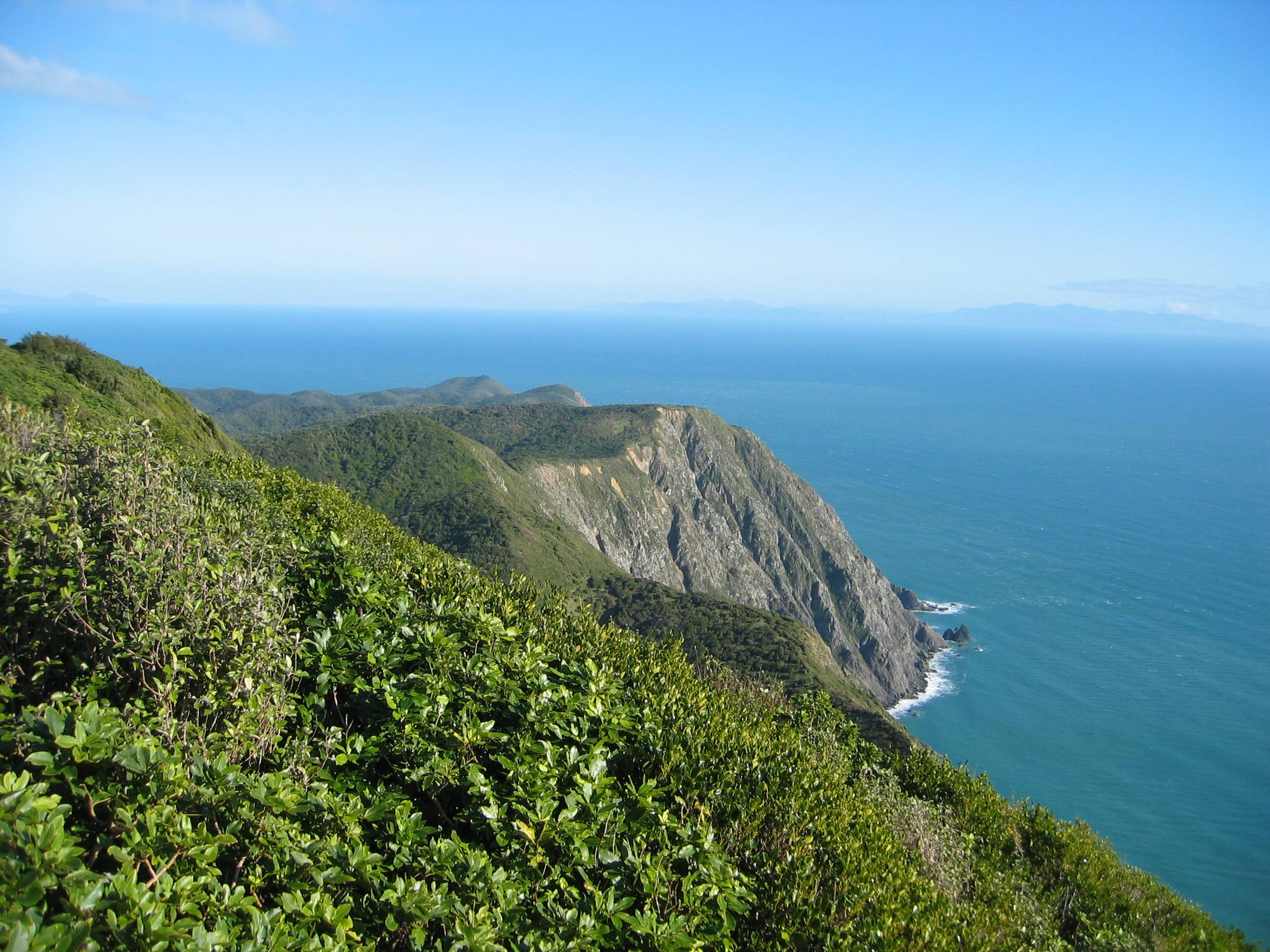
Le détroit de Cook et l'île du Sud vus depuis l'île de Kapiti.

Ils atteignent le détroit de Cook, et en 1824 attaquent et vainquent les habitants de l'île de Kapiti. Ils s'installent sur ce territoire au positionnement stratégique, et l'utilisent pour conquérir des terres des deux côtés du détroit. Te Rauparaha encourage les navires européens de passage à commercer avec sa tribu, et les commerçants à s'installer sur ses terres ; il leur achète des mousquets. La tribu prospère, et devient puissante. Depuis cette île-forteresse, et ainsi armés, les Ngati Toa prennent possession de la baie de Porirua (en), au sud de l'île du Nord, et envahissent les terres des tribus du nord de l'île du Sud, à la recherche notamment de jade très prisé. C'est une nouvelle étape dans les « guerres des mousquets », qui dévastent la Nouvelle-Zélande pré-coloniale.

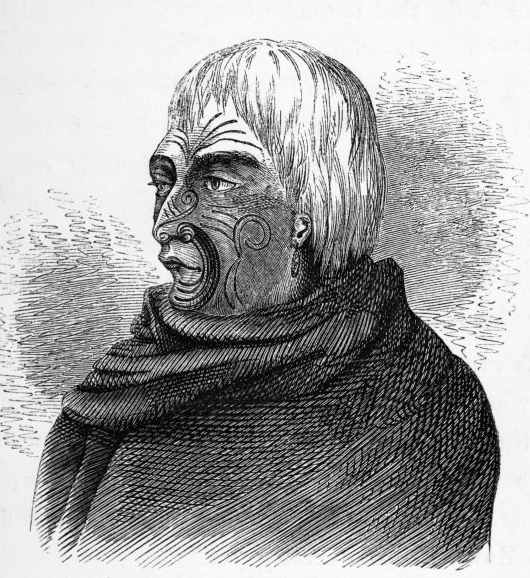
Te Rauparaha, chef de guerre ngati toa de la première moitié du XIXe siècle.

La prééminence militaire et commerciale locale des Ngati Toa succombe toutefois aux conséquences de la colonisation britannique. La Nouvelle-Zélande est annexée à l'Empire britannique en 1840. En 1843, des agents de la Compagnie de Nouvelle-Zélande sont tués par les Ngati Toa en tentant de prendre frauduleusement possession de terres de la tribu ; c'est le « massacre de Wairau ». Le gouvernement exonère les Maori, au motif qu'ils ne faisaient que défendre leurs terres face à une incursion illégale. Mais en 1846, Te Rauparaha est arrêté par les autorités coloniales, pour avoir vendu des armes à des tribus en insurrection contre le gouvernement. Par la suite, le gouvernement contraint la tribu à vendre la majeure partie de ses terres.
En 1989, la tribu se dote d'une assemblée représentative, composée de treize membres élus : Te Runanga o Toarangatira (« l'Autorité tribale de Toarangatira »). Elle a pour rôle de promouvoir le développement socio-économique et culturel de la tribu, et agit dans des champs tels que la santé, l'éducation, la gestion de l'environnement ou le tourisme. Un accord est signé entre la tribu et le gouvernement néo-zélandais en 2012, compensant les Ngati Toa à hauteur d'environ NZ$ 75 millions pour la saisie de leurs terres au XIXe siècle. L'accord reconnaît leur propriété de l'île de Kapiti, que la tribu donne alors à la Couronne (c'est-à-dire à l'État) pour en faire une réserve naturelle. L'accord initie par ailleurs une législation spécifique pour reconnaître l'importance qu'a le haka Ka mate dans l'identité culturelle des Ngati Toa, ce célèbre chant ayant été composé par Te Rauparaha.

## Membres célèbres

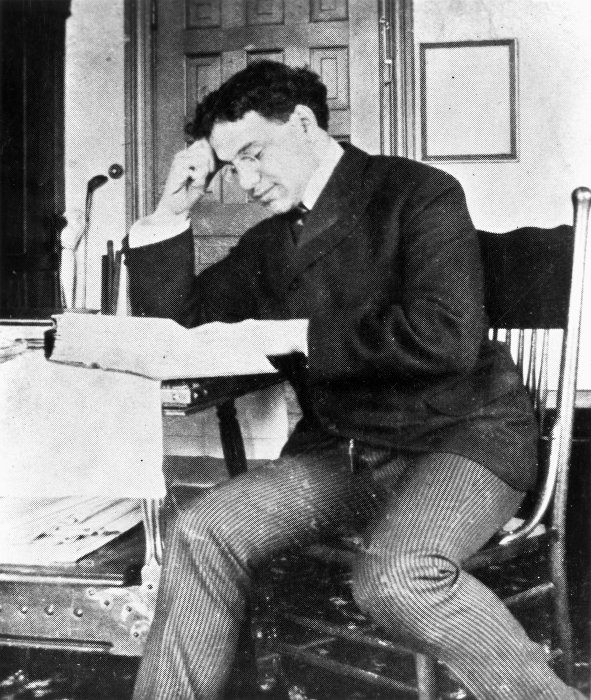
Sir Maui Pomare, ministre de la Santé de Nouvelle-Zélande dans les années 1920.

Parmi les personnalités issues de cette tribu, on compte :
- Te Rauparaha (v.1765?-1849), chef de guerre
- Te Pehi Kupe (v.1795-1828), chef de guerre
- Te Rangitopeora (v.1800-v.1870), cheffe tribale et compositrice
- Tamihana Te Rauparaha (v.1819-1876), guerrier puis artisan de la paix
- Henare Te Whiwhi (?-1881), missionnaire, activiste et pacifiste
- Wiremu Parata (v.1835-1906), homme politique, fermier et activiste
- Sir Maui Pomare (1875-1930), médecin et homme politique (issu également de l’iwi Ngati Mutunga)
- Jim Moriarty (1953- ), acteur